# راه‌پله بزرگ (کاخ سفید)

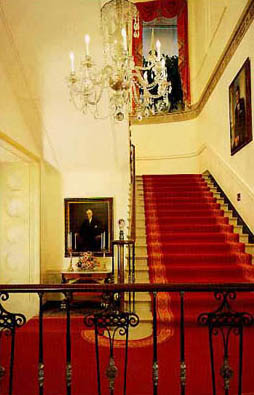
بزرگ راه‌پله با نمای دید از جنوب از زمان ریاست بیل کلینتون

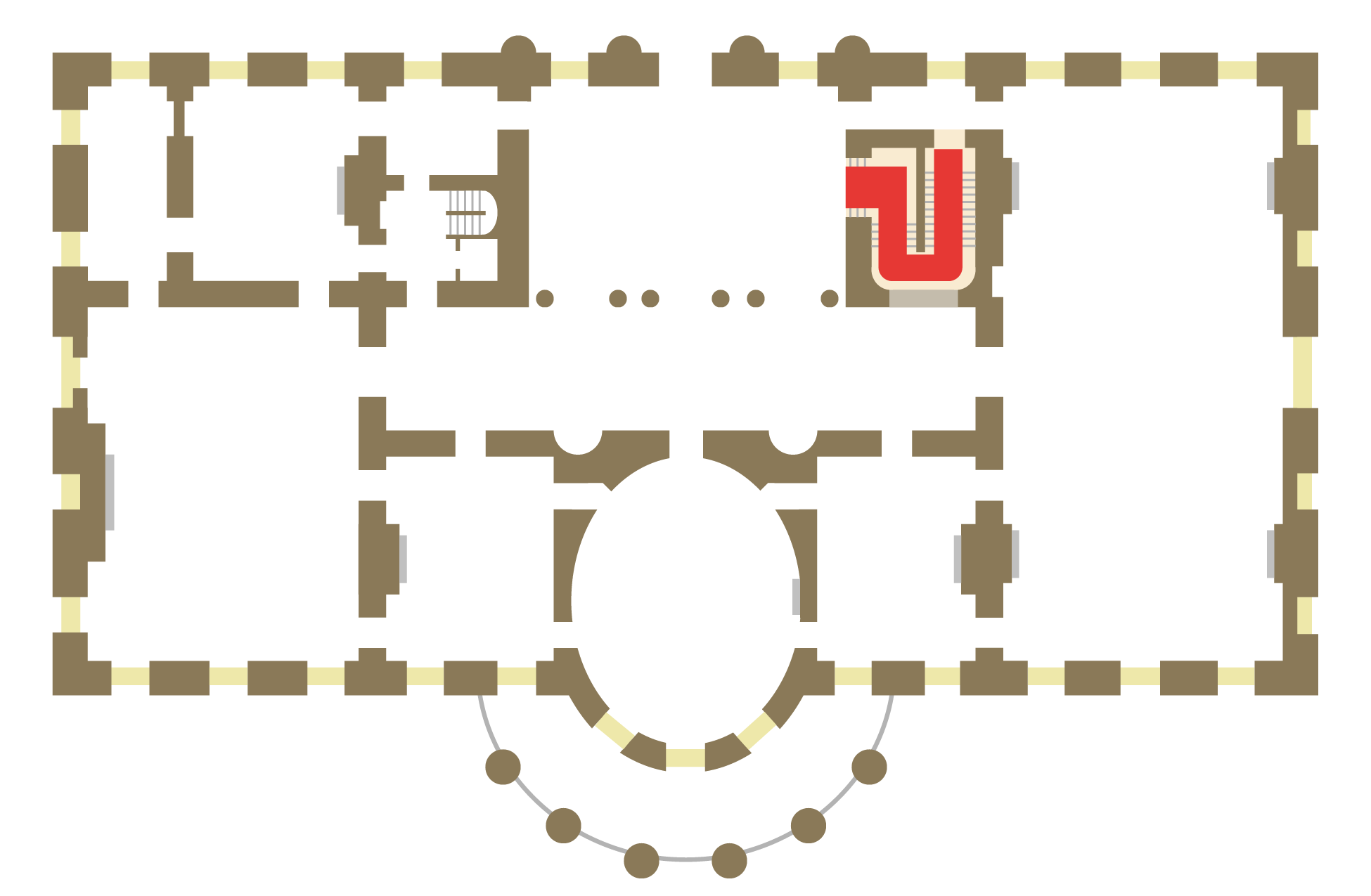
بزرگ راه‌پله کاخ سفید

راه‌پله بزرگ (انگلیسی: Grand Staircase) یا بزرگ راه‌پله کاخ سفید، شاهراه ارتباطی اصلی بین طبقه کشور و طبقهٔ دوم است که خانه اصلی رئیس‌جمهور ایالات متحده آمریکا است، این راه‌پله در درجه اول برای یک مراسم به نام ورودی مارس رئیس‌جمهور استفاده می‌شود، در حال حاضر راه‌پله بزرگ در بخش طبقه چهارم هم فضای مشابهی دارد که در سال ۱۹۵۲ به عنوان بخشی از بازسازی رئیس‌جمهور ترومن به پایان رسید، ورودی راه‌پله بزرگ از بخش سرسرا (کاخ سفید) در طبقه کشور می‌باشد.

## نگارخانه

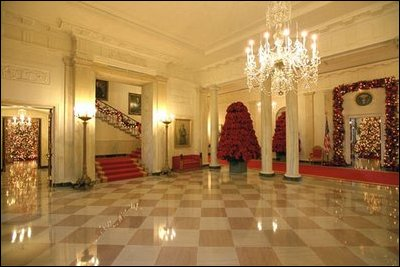
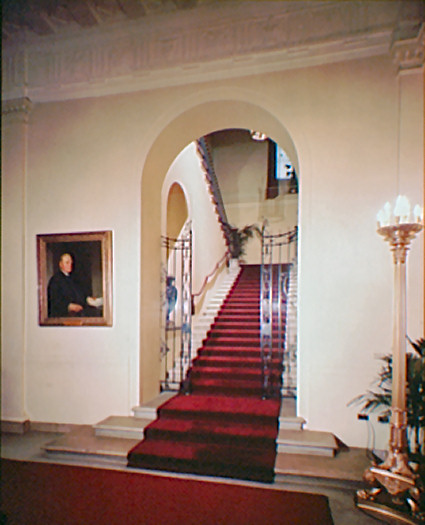